# 日田弁
日田弁（ひたべん）は大分県日田地方の日本語の方言。大分県の方言はいくつかに区分されるが、このうち日田市（旧日田郡）・玖珠郡・中津市旧山国町の方言は日田・玖珠方言とされている。このページでは日田市の方言を中心に、日田・玖珠方言についても解説する。

## 概要
豊日方言と肥筑方言の境にあたり、大分県内にありながら肥筑方言の要素がみられる地域である。豊日方言の大分弁の要素もあるが、肥筑地方の久留米方面へつながる街道と筑後川によって交流が多く肥筑方言の影響が強いため、肥筑方言としてみられることもある。
豊日方言の影響が少ない理由として、豊日方言の用いられている森領であった玖珠郡へはわずかな道しかなかったことで住民同士の交流があまりなかったり、山岳によって豊前と隔てられていたなどの地理的な理由と徳川幕府の直轄地であったことから他藩との交流が乏しかったことなどがあげられている。その一方で関西地方の方言が多く入ってきていることが指摘されている。
旧日田郡津江地区では日田弁に似た津江弁が話されるが、日田に最も離れた上津江や中津江では、ほとんど筑後弁や熊本弁に近くなる。

## アクセント
日田市のアクセントは東京式アクセントではあるが、大分弁とは異なり、福岡県の筑前方言と類似する。1拍名詞第2類に属す同音異義語、例えば「火（ひ）」であっても「日（ひ）」であっても同じようなアクセントを付けて発音をする。2拍名詞では平板型がなく、頭高型（例：うし）と尾高型（例：さけが）のみとなっている。日田市南部の旧上津江村・旧中津江村は熊本弁と連続する形で無アクセントとなっている。

## 文法
形容詞の語尾を「-か」(「カ語尾」)とはしない。例えば、筑肥方言圏でいわれる「さむか（さむい）」は日田弁では豊日方言と同様に「さみー・さびー」という。ただし、「よい」「ない」という意味である「よか」「なか」のみが他の肥筑方言と同じように使われる。
逆接の接続助詞には「ばってん」の他に「けど」または「けんど」を用いる。「-から・だから」を意味する「-けん」は「-き」か「-きん」となることが多い。
断定の助動詞「じゃ」を文の終止に使うことは少なく、代わりに終助詞「ね」「ばい」「たい」などを使う。この点、肥筑方言に近い。「ばい」は日田市・玖珠郡・中津市山間部で、「たい」は主に日田市で使う。
接尾語の「-さん」は「-はん」や「-しゃん」に、敬意を表す「-様」は「-どん」（日田どん（大蔵永季）・肥後どん（細川綱利）・いしゃどん（医者・医師））が用いられる。

### 例文
日田弁
きのぉ、おたぃやー隣ん高しぇしゃんげん 箒を貸しちもろたき、そんおりぃーに、きょぉーも行かにゃならんちゃけども、きょぉーは、おてげん子がかっくうじぇしわの焼かしち、呼ばれちょーるき、行かれんかんしれんなき、にしが代わりん、高しぇしゃんにこげんち言うちょってくれんかい。でん、いけれれんならいいばい。
標準口語
昨日、私は隣の高瀬さんに箒を貸してもらったので、そのお礼に、今日も行かなければならないんだけれども、今日は、子供が学校で世話を焼かせて、呼び出されているから、行けないかもしれないから、あなたが代わりに、高瀬さんにその旨を伝えておいてくれないかい。でも、面倒ならいいよ。

## 語彙

### 品詞

#### 動詞
- あたりまわす(べたべたさわる)
- あばける（傷口が化膿する）
- あやす（木に成った果実などを人が落とす）
- あゆる（花びらなどがちる）
- いぬる（帰る）（もう、いぬっかね・もう、帰ろうかな）
  - いにしま・かえりしま（な）（いにし間・帰る途中、帰りがけ。）
- いぬる・ごぬる（死ぬ）（クワガタがいねた・クワガタが死んだ）（犬がごねた・犬が死んだ）
- おごる(しかる、怒る)
- おだたる(ふざける)(おだたんなんな・ふざけなさんな)
- かたる（加わる・混ざる）（僕も鬼ごっこかてて・僕も鬼ごっこに混ぜて）
- くずす（壊す）
- くらす（殴る）
  - うちくらす（ぶん殴る）
  - しちくりまわす・ぼてくりまわす（殴り倒す）
- こしい（ずるい・けち）（こしい人・ずるい人）
- ごぬる（死ぬ・ごねる）（犬がごねた・犬が死んだ）（ごぬんな・文句を言うな）
- せせくる（なでまわす）
- -ない（おんない・いなさい、いなよ）（いいきんここん座んない・いいからここに座って）
- なんかかる・ねんかかる（背もたれる）
- ねぶる（なめる）（犬がねぶった・犬がなめた）
- ねまる（腐る）（弁当がねまった・弁当が腐った）
- ひる（（おなら、大便に限定して）する）（屁ひった・おならをした）小便には使わない。
- まる（排泄する）（（小便などを）まる、用を足す・まりかぶる、もらす）
- なおす（引き出しに書類を’なおす’（仕舞う））、（こわれたオモチャを’なおす’（修理））
- よこう（休む）（昼やきよこおうか？・昼だから休憩しようか？）

#### 形容詞
- うぜねぇ（鬱陶しい）
- うらんしい・うらめしい（汚らしい）（うらんしい部屋・汚らしい部屋）
- えずがる・えじぃー(こわがる・こわい)蝦夷様（えぞよう）から来ているといわれている。
- えらしい（愛らしい）
- おろいい・ぼろいい（汚い、おんぼろ）（こん雑巾なぼろいー・この雑巾はおんぼろだ）（あんやつぁ人間がおろいー・あいつは人として汚い）
- おおきねえ（大きい） （おおきねえ木・大木） （おおきねえこつをいう・大袈裟なことを言う）
- きさねえ・きしゃねえ・きちゃねえ（汚い）
- こめえ・こんめえ・チンコロこんめえ（小さい） （こめえ花・小さい花） （こんめえ子・幼い子）（チンコロこんめえ虫・小さい虫）
- しちくじい（しつこい）
- しとねえ（したくない）
- しゃぁしい(うるさい・忙しい)（今日はどげんかい?　しゃぁしいばい・今日はどんな調子?　忙しいよ）(しゃぁしいねぇ・うるさいな)
- しるしい（億劫）（今日は雨降りよーなき家出んのしるしぃ・今日は雨が降っているから外出するのは億劫だ）
- せれれん（面倒くさくて～したくない）動詞＋れれん　（見れれん・見たくない)（食えれん・食べたくない）など
- つまらん(だめ)　口語では、「つぁーらん」と発音するのが一般的
- てがてえ(恥ずかしい)(みよるこっちがてがてぇ・見ているこっちが恥ずかしい)）
- とぜねえ(寂しい)（とぜねー晩・寂しい夜）
- ねき(近く)（俺んねき来い・俺の所にこい）
- ねまる(腐る)（肉がねまる・肉が腐る）
- はがいー（くやしい）はがゆいが語源
- ばばしい・ばばろしい・うらめしい（汚い）
- 腹かく（腹をたてる・怒る）（先生が腹かいた・先生が怒った）
- ひだりぃ（ひもじい・お腹すいた）
- ふたらぬりー（鈍い）
- まてぇ（頭が悪い）（あんやつぁ、まぁーてぇーねぇ・あいつ、頭悪いなぁ）
- むげねぇ(可哀想)（そげなむげねーこつするき・そんな可哀想なことをするから）
- よだきぃ（面倒くさい、厄介）（明日んしごつよだきぃ・明日の仕事面倒くさいなぁ）近年になって大分弁から普及した。

#### 名詞
普通名詞
- あしんはら（足の裏）
- あど（かかと）
- いっすんずり（一寸摺り・渋滞）（一寸摺りにおうた・渋滞に巻き込まれた）
- おちょこし（めんこ・ぱっちん）
  - ぴんちょこ（ローめんこ・１０円玉くらいの小さい面子）
  - てべ（手を使ってメンコを出す反則）
- おてー・おたい（私）（おたいがあいいとり・私の青い鳥）
- おばはん(おばさん)
- おり（俺）
- -げ（-の家）（俺げ・俺の家）（お前げ・お前の家）（あんたげ・あなたの家）
- かがし（かかし）
- かせい・か（っ）しぇー（加勢・手伝い）（かっしぇちやろうか・手伝おうか）（かしぇーせえ・手伝え）
- -げ（-さん方（かた）・-の家）（さっちゃんげいっちくる・さっちゃんちに行って来る）
- こまごつ（愚痴）（こまごつは聞きとねえ・愚痴は聞きたくない）
- しごつ（仕事）
- してぐち（ひたい）
- しんのす（肛門）お尻の巣（穴）が語源
- すらごつ（ウソ）（すらごつんじょー言うなぁ・ウソばっかり言うな）
- ずくたん（頭）
- つ （かさぶた）
- - つ（- のもの）（にしがつはおりがつ、おりがつはおりがつ・お前のものは俺のもの、俺のものは俺のもの）
- なば（きのこ）
- にし・にしゃ(おまえ・あなた)（にしとおたい・あなたと私）※男言葉・下品な呼び方
- -だん・どん（-たち）（おてどん、おりだん・私たち、俺たち）
- てえげ（いい加減）
- ばば（大便）（ばばひる・うんこする）
- ばばしゃん・おばしゃん（高年のおばさん）（おっちゃんとばばしゃん・おじさんとおばさん）
- ふ・ふむし（カメムシ） （ふむしくせえ・カメムシ臭い）
- へべ（へび）
- ほいと（乞食）（ほいとんごたぁカッコして・乞食みたいな格好して）
- ぼくとぎれ（棒）（いんもあるきゃーぼくとぎれにつく・犬も歩けば棒にあたる）
- ぼぼ（女性器及び性行為）
- よだつ（気が進まない様子）（よだつ仕事・やる気の起きない仕事）
- わるそぼうず・わるこつぼうず（悪がき）
- わくど・びきた（蛙）
- べこ（吐しゃ物）
- べべんちょ（肩車）

形式名詞
- -げな・げんな(おるげな・いるってさ)（こげなわりぃこつしよる・こんな悪いことをしている）
- たんだ（かなり・だいぶ）（たんだ苦労してきた）

#### 副詞
- なし（なぜ、なんで）（なしするつか？・何でするの？）
- いっこ・いっこん・いっちょん（全然、全く）（いっこ来ん・全然こない）（いっこんせん・全くしない）（いっちょんつまらん・全くだめ）
- さっからさき（先から先→次から次に）（さっからさきしゃーしい・色々とうるさい）
- つっからつぎ（次から次に）（つっからつぎ来る・次々に来る）

#### 連体詞
- -て・てや（のだ） （おんないち言いよるてぇ・ここにいなさって言っているんだ）

#### 接続詞
- -けんど(おるけんど・いるけど)

#### 感動詞
- おおきに・おおきん（ありがとう）

#### 助動詞
- -ごたる（猿んごたぁる・猿のようだ（みたいだ））
- -ごつ（猿んごつ・猿のように（みたいに））
- -ち（～ち・～って、～だと）
- -ちょる・ちょー(寝ちょる・寝ている)(こげなもんにいっちょる・こんなものに入っている。)
  - -よる・よー（しよる・〔自分の意思で〕している）（見よる・よー・〔自分の意思で〕見ている）
- -ちょらん〔-ちょるの否定形〕　（しちょらん・〔偶然・忘れて〕してない）（見ちょらん・〔偶然・忘れて〕見てない）
  - -よらん（しよらん・〔自分の意思で〕してない）（見よらん・〔自分の意思で〕見てない）
  - -とねえ（-たくない）（しとねえ・したくない）（見とねえ・見たくない）
- -ない（しない・しなよ）（きない・来なよ）（これ見ない・これ見なよ）
- -つか〔疑問形・-の？・-なの？〕（来んつか・来ないの？）（見らんつか・見ないの？）（なんしようつか・何してるの？）
- -つか〔自分への確認・-なのか・-なんだ〕（来んつか・来ないんだ）（見らんつか・見ないのか）

#### 助詞
格助詞
- - ん -（目ん中・目の中）「～の」が「～ん」と表現される。
- - が -（おたいが子・わたしの子（わが子））所有を表す場合に「- の」のかわりに用いられることがある。

接続助詞
- -きん・きー(おるきん・いるから)（ほんなきいよるって・それだからいっているんだ）

間投助詞
- -ばい(おるばい・いますよ)
- -ざい(おっざい・いるよ)
- -かい(おるかい?・いますか?)
- -っちゃ（しよーっちゃ・やってるって）
- -くさ・くせぇ〔もちろん～する〕　(おるくさ・〔当然〕いるよ)(行くくさ・〔もちろん〕行くよ)
- -やろ(するやろ・するでしょ？)

副助詞
- -じょー（俺んじょー・俺ばかり）